# 순토
순토(영어: Suunto)는 핀란드의 손목시계 브랜드이다. 핀란드의 전문산악인이자 발명가인 토마스 볼로넨이 1936년에 액체로 채워진 나침반을 제조한 것이 시초이다. 1990년대부터 육상, 산악, 다이빙 등에 특화된 기능성 스포츠 시계를 생산하고 있다. 1999년에 에이머 스포츠에 인수되었다.